# Brepols

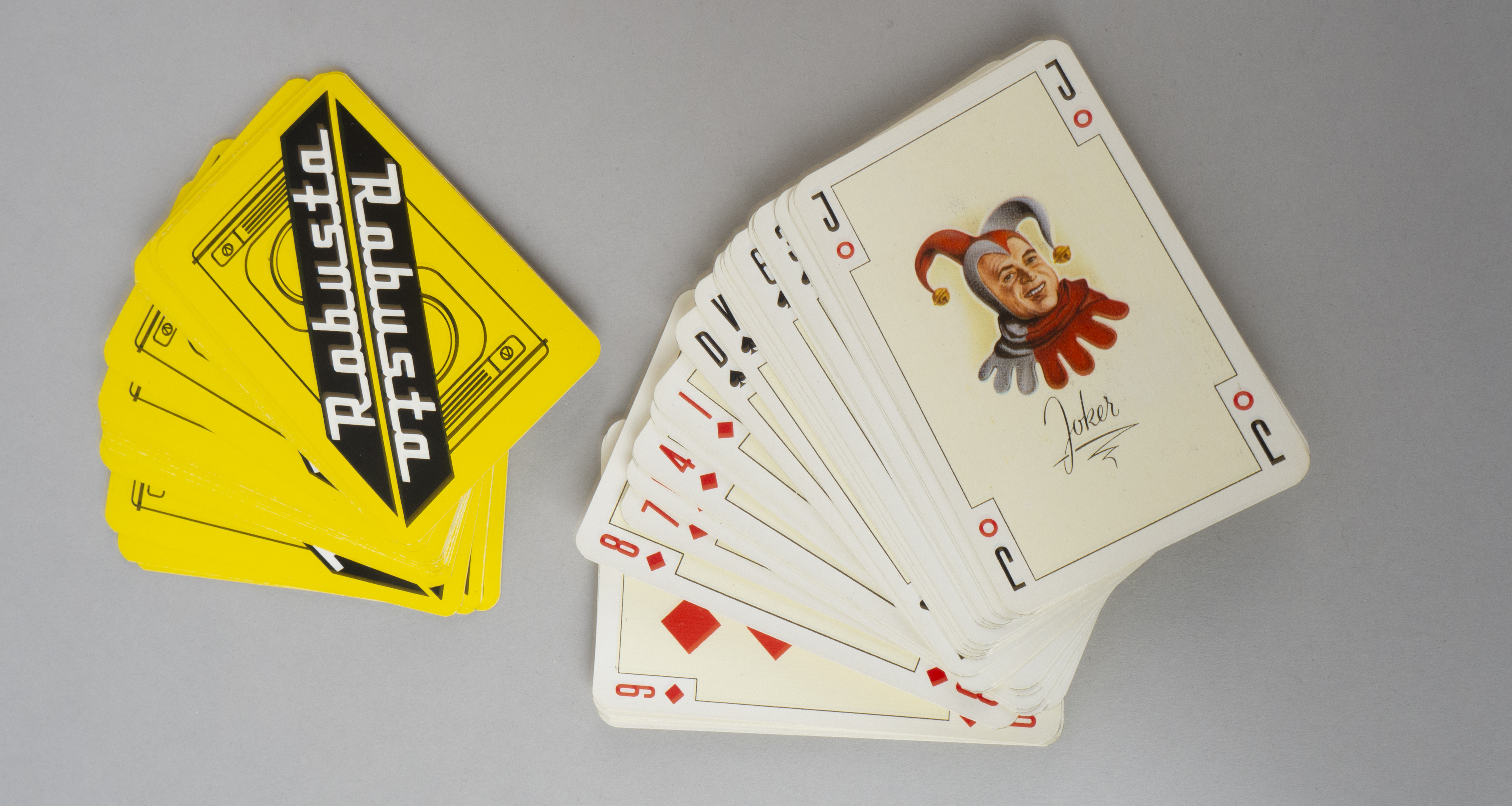
Kaartspel verdeeld als reclame voor wasmachines van het merk Robusta

Er zijn in België twee ondernemingen die zich Brepols noemen. Brepols N.V. is een uitgeverij en producent van agenda's, kalenders, notitieboeken, en aanverwante papeterie artikelen zoals schrijfmappen en etuis. Dit bedrijf is ook bekend als binderij. 
Brepols Publishers is een uitgeverij en was vroeger uitgever van missaals. Nu is het bedrijf gespecialiseerd in historische studies en wetenschappelijke edities van klassieke auteurs, zoals onder andere het Corpus Christianorum.

## Geschiedenis

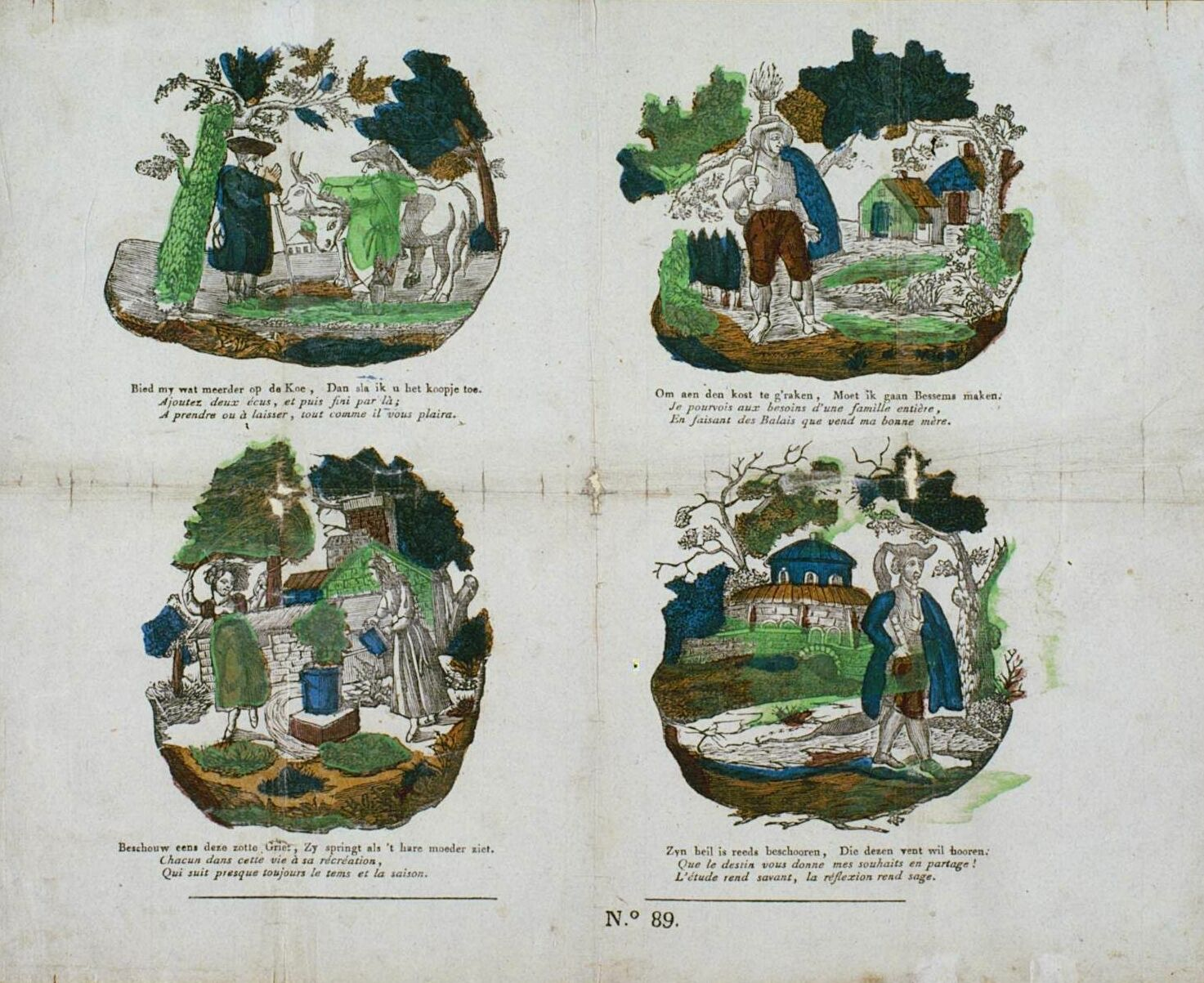
Collectie Zeeuwse Bibliotheek: Bied my wat meerder op de koe, dan sla ik u het koopje toe

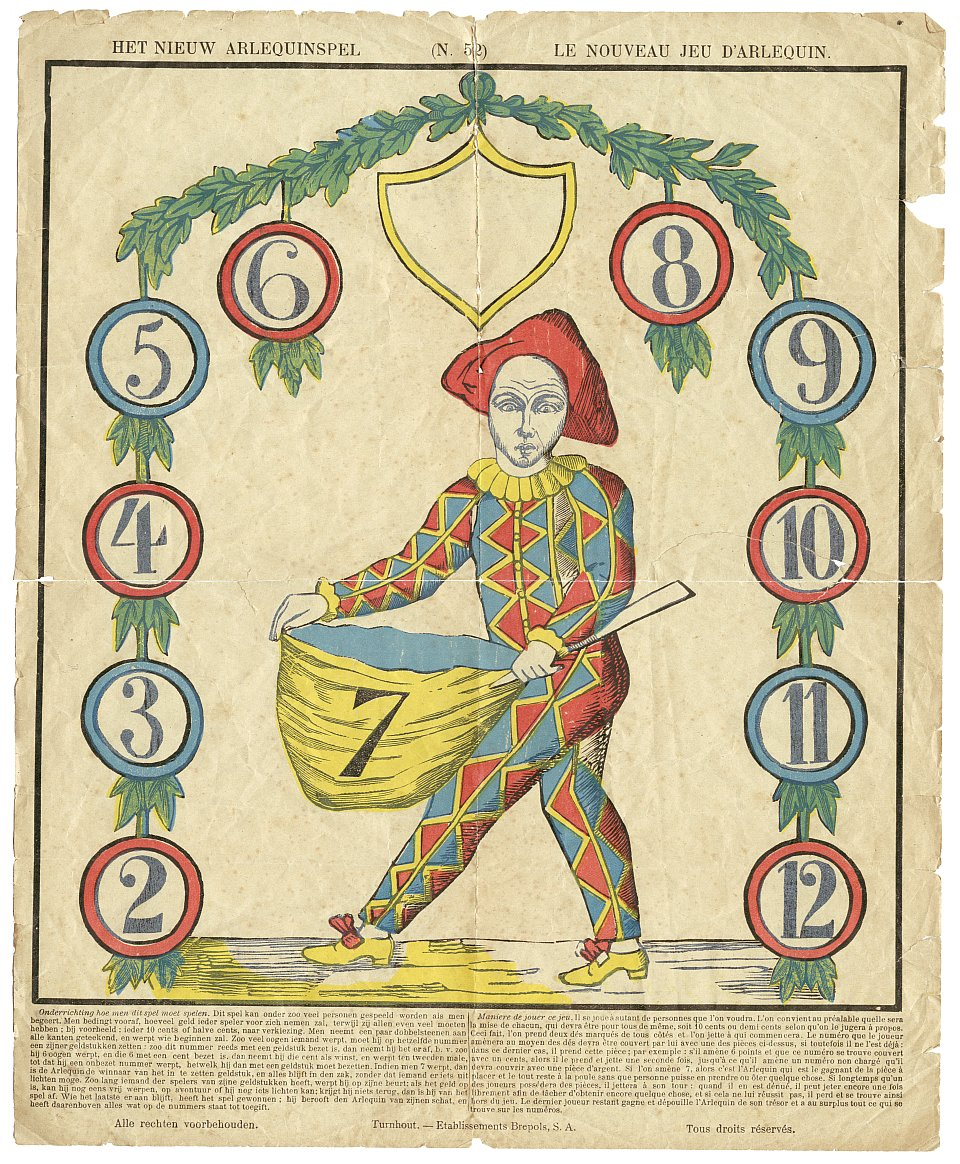
Papier van spel Zevenzot

Pieter Corbeels, drukker uit Leuven, kwam met zijn drukkersgast Philippus Jacobus Brepols in 1795 naar Turnhout, mogelijk om de Franse bezetter te ontvluchten. Corbeels werd al snel stadsdrukker: hij drukte paspoorten en aanplakbrieven voor de stad. In de zomer van 1798 trok Corbeels ten strijde tegen de Fransen als een van de leiders van de Boerenkrijg. Hij werd gevangengenomen en geëxecuteerd. 
Doordat Corbeels ging strijden tegen de Fransen kreeg zijn leerjongen, P.J. Brepols, de verantwoordelijkheid over de drukkerij. De weduwe van Corbeels runde nog een korte tijd de zaak, maar vanaf 1800 nam Brepols geleidelijk aan het huis en de inboedel over. 
Al snel werd de drukkerij vergroot met een boekbinderij en werd er een winkel en een papierhandel toegevoegd. Brepols handelde aanvankelijk ook in de meest uiteenlopende dingen, van lederwaren tot hoeden. 
De eerste jaren werden vooral religieuze werken en schoolboekjes gedrukt. In 1817 nam Brepols Le Tellier in Lier over waarvan hij al geruime tijd kinderprenten aankocht. Vanaf 1826 drukte Brepols zelf speelkaarten en ook de fabricage van geverfd papier, fantasie–, marokijn– en marmerpapier werd aangevat. Het dan nog vrij jonge procedé van de steendruk werd bij Brepols binnengehaald in 1829. 
Omstreeks 1833 associeerde Brepols zich met zijn schoonzoon Joannes Josephus Dierckx en werd de onderneming voortgezet onder de naam Brepols en Dierckx Zoon. Sindsdien werd deze naam op de gedrukte producten gebruikt.
Op 5 juli 1834 startte hij het eerste weekblad van de Kempen, het Algemeen Aenkondigingsblad, dat tot 1875 bij Brepols zou worden gedrukt.
Op 3 januari 1845 overleed P.J. Brepols. Het bedrijf kwam vervolgens in handen van dochter Antoinette Brepols. Haar zoon Joannes Wilhelmus Dierckx nam het bedrijf over. Na zijn voortijdig overlijden in 1866, nam zijn weduwe Josephina Dessauer jarenlang het bestuur van de firma over. Ze hertrouwde en haar zoon François du Four volgde haar op. Langzaam groeide het verder uit, tot het in de tweede helft van de twintigste eeuw een van 's werelds belangrijkste drukkerijen was. Maar het tij keerde en het bedrijf dat ooit 2200 werknemers telde werd opgesplitst in vier afzonderlijke kleinere bedrijven. In 2003 vroegen twee vennootschappen van de groep het concordaat aan. De uitgeverij en een gedeelte van de binderij blijven bestaan. Momenteel werken er nog een 200-tal werknemers.

## Spruiten
Vele stichters en medestichters van andere grote drukkerijen in Turnhout hebben ooit bij Brepols het drukkersvak geleerd.
- De hoofdklerk J.E. Glénisson keerde het bedrijf de rug toe en startte een eigen fabriek op: Glénisson en Van Genechten.
- P.F. Wellens stichtte samen met geldschieter Delhuvenne een eigen bedrijf: Wellens-Delhuvenne & Co.
- Stefan Splichal, verantwoordelijke voor Het Aenkondigingsblad bij Brepols, kreeg van de weduwe van Delhuvenne het aanbod om De Kempenaer over te nemen. Splichal startte zo in 1856 zijn eigen drukkerij/uitgeverij: Splichal-Roosen.
- Beersmans was vele jaren als boekbinder in dienst bij Brepols maar stichtte in 1866 zijn eigen drukkerij: Beersmans-Pleek.
- Leonard Biermans, ook afkomstig uit het bedrijf van Brepols, stichtte in 1875 een eigen speelkaartenfabriek.
- Net voor de Eerste Wereldoorlog hield Henri Proost het bij Brepols voor bekeken als directeur van de afdeling kerkboeken en richtte zijn eigen bedrijf op in de Otterstraat: Henri Proost & Co.

Enkele van deze bedrijven bestaan nog, ondanks dat er in de twintigste eeuw vele fusies en overnames hebben plaatsgevonden. Zo zijn Biermans, Van Genechten en Brepols sinds 1970 samen in de speelkaartenfabriek Cartamundi.